# Cuphea pleiantha
Cuphea pleiantha är en fackelblomsväxtart som beskrevs av Alicia Lourteig. Cuphea pleiantha ingår i släktet blossblommor, och familjen fackelblomsväxter. Inga underarter finns listade i Catalogue of Life.